# Marion Becker
Marion Becker (Hamburgo, 21 de janeiro de 1950) é uma ex-atleta alemã que competiu essencialmente na modalidade de lançamento do dardo.
Competiu em representação da Alemanha Ocidental nos Jogos Olímpicos de Verão de 1976 em Montreal no Canadá, onde conquistou a medalha de prata no lançamento do dardo. Antes, nos Jogos Olímpicos de 1972, em Munique, representou a Romênia, mas não conquistou medalhas.